# Иероглиф

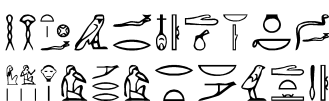
Египетские иероглифы

Иеро́глиф (др.-греч. ἱερογλύφος, hieróglyphos) — название письменного знака в некоторых системах письма. Иероглифы могут означать как отдельные звуки и слоги (элементы алфавитного и силлабического письма), так и морфемы, целые слова и понятия (идеограммы).

## Этимология
Термин «иероглиф» греческого происхождения и взят у Климента Александрийского (II—III вв.). Он называл надписи, высеченные на камне, ἱερογλυφικὰ γράμματα. Слово ἱερογλυφικά состоит из двух частей: ἱερός — «священный» и γλύφω — «вырезаю», «высекаю». Таким образом, ἱερογλυφικὰ γράμματα переводится как «священновырезанные письмена». Это является калькой с древнеегипетского названия иероглифов «мэду нэтшер» (досл. «слово божье»): 
| nTr | md |

## Употребление

Написание китайского иероглифа 好 («хорошо»)

Первоначально термин «иероглиф» употреблялся по отношению к древнеегипетскому письму, в котором сочетались элементы идеографического, силлабического и фонетического (акрофонического) писем.
В современном русском и ряде других славянских языков термин применяется для характеристики знаков китайского письма, а также знаков кандзи и кокудзи в японском языке (они используются в комбинации со слоговыми азбуками: катаканой и хираганой), знаков ханча в корейском языке и знаков тангутской письменности. Иероглифические системы последних являются производными китайского иероглифического письма. Особенностью китайской иероглифики является использование составных иероглифов, представляющих комбинацию идеограмм.
В середине XX века была попытка создать систему письменности, сходную с иероглифической, для западных языков. Чарльз К. Блисс, автор этой системы, считал, что она позволит общаться письменно народам всего мира, аналогично тому, как различные народы Восточной Азии, в первую очередь Китая, могут письменно общаться с помощью иероглифов.